# 馮昭儀 (馮熙四女)
馮昭儀（？—？），長樂郡信都縣（今河北省衡水市冀州區）人，北魏文明馮太后的侄女，孝文帝拓跋宏的妃子，孝文幽皇后和孝文废皇后的妹妹，太師昌黎武王馮熙的第四女。
馮氏和姐姐幽皇后一起被姑姑文明馮太后挑入掖庭的，時幽皇后14歲，馮氏年齡不詳。489年，幽皇后生病，被逐出皇宫为尼。冯氏早亡，具体时间不详。
於馮熙第八女馮季華的墓誌銘，記載「第四第五姊並為孝文皇帝昭儀」，知馮氏被追封為昭儀。

## 親族
- 曾伯祖父：馮跋—北燕文成皇帝
- 曾祖父：馮弘—北燕昭成皇帝
- 祖父：馮朗—馮弘次子
- 祖姑母：馮氏—北魏太武帝拓跋燾的左昭儀
- 父親：馮熙—任官太師一職
- 姑姑: 馮氏—文成文明皇后
- 姊妹：孝文废皇后、孝文幽皇后、馮昭儀 (馮熙五女)、馮令華、馮季華，另有三妹名字不詳

## 家族
- 长乐冯氏世系图